# Kulików (rejon szeptycki)
Kulików (ukr.  Куликів) – wieś na Ukrainie, w obwodzie lwowskim, w rejonie szeptyckim. Liczy 630 mieszkańców.
Do 2020 w rejonie radziechowskim.
Do 2024 w rejonie czerwonogrodzkim.
Wieś starostwa szczurowickiego, położona była w XVIII wieku w powiecie buskim. Za II Rzeczypospolitej do 1934 roku wieś stanowiła samodzielną gminę jednostkową w powiecie radziechowskim w woj. tarnopolskim. W związku z reformą scaleniową została 1 sierpnia 1934 roku włączona do nowo utworzonej wiejskiej gminy zbiorowej Sieńków w tymże powiecie i województwie. Po wojnie wieś weszła w struktury administracyjne Związku Radzieckiego.